# 李鍾根 (1907年生)
李 鍾根（イ・ジョングン、朝鮮語: 이종근、1907年8月27日 - 没年不詳）は、日本統治時代の朝鮮および大韓民国の司法書士、政治家。制憲韓国国会議員。

## 経歴
忠清南道礼山郡出身。漢文の私塾を経て清州郡江外公立普通学校（現・五松初等学校）卒。その後は1934年より司法書士となり、大田地方法院に勤務し、青陽司法書士組合長を務めた。解放後は大韓独立促成国民会青陽支部総務部長、朝鮮民族青年団青陽郡団長を歴任した。1948年の初代総選挙に大韓独立促成国民会の公認で青陽郡選挙区から当選し、国会議員を1期務めた。その後は商業に従事していたところ、交通事故で死亡した。